# Tractat anglo-egipci de 1936
El Tractat anglo-egipci de 1936 (oficialment, El Tractat d'Aliança Entre Sa Majestat, respecte del Regne Unit, i Sa Majestat, el Rei d'Egipte) va ser un tractat signat entre el Regne Unit i el Regne d'Egipte. Sota els termes del tractat, el Regne Unit havia de retirar totes les seves tropes d'Egipte, excepte aquelles que fossin necessàries per protegir el canal de Suez i els seus voltants, deixant així unes 10.000 tropes a més de personal auxiliar. A més, el Regne Unit hauria de proveir i entrenar l'exèrcit egipci, i ajudar-lo en cas de guerra. El tractat havia de durar 20 anys; va ser negociat al palau de Zaafarana, signat a Londres el 26 d'agost de 1936 i va ser ratificat el 22 de desembre. El 6 de gener de 1937 va ser registrat al League of Nations Treaty Series de la Lliga de les Nacions.
Entre els pretexts pel tractat hi havia la Segona Guerra Italo-Etíop, que havia començat el 1935. El rei Faruk temia que Itàlia envaís Egipte o portés el país a la guerra. El tractat de 1936 no resolia la qüestió del Sudan, que havia de ser governat conjuntament per Egipte i Gran Bretanya, però amb els britànics al poder efectiu. Amb la tensió creixent a Europa, el tractat protegia l'statu quo, fet al qual s'hi van oposar nacionalistes egipcis, que volien la independència completa. El tractat va començar una onada de manifestacions contra els britànics i el partit Wafd, que havia donat suport al tractat.
El 23 de setembre de 1945, després de la Segona Guerra Mundial, el govern egipci va demanar la modificació del tractat per posar fi a la presència militar britànica, i també per permetre l'annexió del Sudan Angloegipci. Després de la victòria del Wafd a les boicotades eleccions egípcies de 1950, el nou govern Wafd va abrogar unilateralment el tractat. Tres anys després, amb el nou govern liderat pel Coronel Gamal Abdel Nasser, el Regne Unit va acceptar retirar les seves tropes, que es va acabar completant el juny de 1956. Aquesta data es veu com la de la independència plena d'Egipte, tot i que Nasser ja havia establert una política exterior independent que havia causat tensió amb diversos poders occidentals.
Després de la sobtada retirada de l'oferta del Regne Unit i dels Estats Units per fundar la construcció de la resclosa d'Assuan, Egipte va nacionalitzar el canal de Suez el 26 de juliol de 1956, ostensiblement per pagar la presa, tot i que els soviètics vana acabar proporcionant la major part dels fons necessaris. La nacionalització tècnicament violava l'acord internacional que Nasser havia signat el 19 d'octubre de 1954, tot i que va acordar pagar compensacions als accionistes. Alguns mesos després, França, Israel i Gran Bretanya van acordar enderrocar Nasser, i va començar la crisi de Suez.